# 177 TCN
Năm 177 TCN là một năm trong lịch Julius. 